# یانینا بروخ‌ویچوونا
یانینا بروخ‌ویچوونا (لهستانی: Janina Brochwiczówna؛ زادهٔ ۴ فوریه ۱۹۱۰–۳۰ مارس ۱۹۹۷) بازیگر، خواننده و هنرمند کاباره اهل لهستان بود.
از فیلم‌هایی که وی در آن‌ها نقش داشته‌است، می‌توان به ۳۰ قیراط خوشبختی و همه مجاز به عشق ورزیدن هستند اشاره نمود.